# Nakajima Motohiko
Nakajima Motohiko (中島 元彦 (Trung Đảo Nguyên Ngạn) Nakajima Motohiko, sinh ngày 18 tháng 4 năm 1999) là một cầu thủ bóng đá người Nhật Bản. Anh thi đấu cho Cerezo Osaka.

## Sự nghiệp
Nakajima Motohiko gia nhập Cerezo Osaka năm 2016. On, anh ra mắt ở J3 League (v Kagoshima United FC).